# Vardadzor (ort i Armenien)
Vardadzor är en ort i Armenien. Den ligger i provinsen Jerevan, i den centrala delen av landet, 60 kilometer öster om huvudstaden Jerevan. Vardadzor ligger 1 997 meter över havet och antalet invånare är 2 095.
Terrängen runt Vardadzor är kuperad västerut, men österut är den platt. Närmaste större samhälle är Gavar, 19,4 kilometer norr om Vardadzor. 
Trakten runt Vardadzor består till största delen av jordbruksmark. Runt Vardadzor är det ganska tätbefolkat, med 72 invånare per kvadratkilometer.